# La casa de Thendara
La casa de Thendara es una novela de ciencia ficción, escrita por Marion Zimmer Bradley (en 1983), perteneciente a la serie de novelas ambientadas en el mundo de Darkover. En palabras de su autora: 

"Si los libros contienen algún mensaje (y personalmente lo dudo), es simplemente que a un ser humano nada de la humanidad le es ajeno."

 A pesar de ello, La casa de Thendara se trata de una novela feminista que defiende la igualdad de género y la libertad sexual, además crear un vínculo entre diferentes sociedades, culturas, religiones, razas, etnias, para lograr, mediante la ayuda y conocimientos mutuos, un mundo más avanzado, igualitario y sin discriminación de ningún tipo.

## Argumento
La casa de Thendara es el centro de formación de las Amazonas Libres (o Renunciantes) de Darkover, mujeres que se entrenan para poder sobrevivir por sí mismas en un mundo dominado por los hombres. Esta casa está al cargo de las Madres del Gremio, la más importante de la novela es la Madre Lauria. Muchos creen que estas Renunciantes son mujeres amantes de mujeres, que odian a los hombres, actúan de forma masculina y sólo se dedican a la guerra: se trata de un estereotipo, que como todos los estereotipos se puede cumplir o no. Magda (Margali) es una terrana que acude a él para cumplir su juramento como Amazona Libre. Al mismo tiempo,la darkovana Jaelle, su madre de juramento (mujer que estuvo presente cuando ella juró), la sustituirá en el centro terrano en que Magda trabajaba. Jaelle es "compañera libre" del terrano Peter, que estuvo casado con Magda antes del fracaso de su matrimonio. Ambas poseen poderes telepáticos llamado laran (mediante el que pueden leer la mente de otras personas o comunicarse con aquellas que posean laran) y deberán desenvolverse en el seno de dos culturas distintas -una igualitaria y otra dominada por los varones- y actuar de acuerdo con los papeles que cada sociedad reserva a las mujeres.

Zimmer Bradley, Marion. La casa de Thendara (1ª edición). Ediciones B. «EL JURAMENTO DE LAS AMAZONAS LIBRES
De hoy en adelante, renuncio al derecho de casarme, salvo como compañera libre. Ningún hombre establecerá conmigo un vínculo di catenas ni viviré en ninguna casa de hombre como barragana. 
Juro estar preparada para defenderme por la fuerza si soy atacada por la fuerza, sin recurrir a la protección de ningún hombre. 
Juro que de hoy en adelante no seré conocida por el nombre de ningún hombre, sea padre, guardián, amante o esposo, sino simple y solamente como hija de mi madre. 
Juro no entregarme de hoy en adelante a ningún hombre, salvo en el momento y ocasión que yo misma decida, por mi propia voluntad y deseo; nunca ganaré mi pan como objeto del deseo de hombre alguno. 
Juro que de hoy en adelante no daré hijos a ningún hombre, salvo por mi propio placer, elección y momento; no daré hijos a ningún hombre para la herencia, la casa, el clan, el orgullo o la posteridad; juro que yo sola determinaré la crianza de cualquier hijo que tenga sin considerar la posición, el lugar o el orgullo de ningún hombre. 
De hoy en adelante, renuncio a ser leal a cualquier familia, clan, guardián o señor, y juro ser leal solamente a las leyes de la Tierra como ciudadana libre, al reino, la corona y los dioses. 
No recurriré a ningún hombre en busca de protección, apoyo o socorro, y únicamente deberé lealtad a mi madrina de juramento, a mis hermanas del Gremio y a mi patrón durante la época de mi empleo. 
Y juro, además, que las integrantes del Gremio de las Amazonas Libres, todas y cada una de ellas, serán para mi como mi madre, mi hermana o mi hija, de mi misma sangre, y que ninguna mujer unida por juramento al Gremio recurrirá a mí en vano. 

Desde este momento, juro obedecer todas las leyes del Gremio de las Amazonas Libres y cualquier orden de mi madrina de juramento, los miembros del Gremio o la líder que elija durante mi temporada de empleo. Y si traiciono algún secreto del Gremio, o no cumplo mi juramento, me someteré a las madres del Gremio para las sanciones disciplinarias que ellas elijan; y si no cumpliera, que la mano de cada mujer caiga sobre mí, que me maten como a un animal, entreguen mi cuerpo insepulto a la corrupción y dejen mi alma a merced de la diosa.»

- Datos: Q1760447